# Komis
Els komis (obsolet: komi-ziriens) són un grup ètnic indígena que viuen a la República Komi, óblast de Múrmansk, Khàntia-Mànsia, i Iamàlia (Rússia). El subgrup més septentrional també és conegut com a komi-ijemtsi (pel riu Ijma) o iz'vataz. Aquest grup es distingeix per ser més tradicionalista, i mantenir una economia de subsistència basada en la ramaderia dels rens.

## Situació demogràfica
Actualment, els komis són una minoria al seu propi territori. Només el 33% dels habitants de Siktivkar en són, però encara és més baix el percentatge a Vorkutà (1%) i Ukhtà (menys de l'1%). A les àrees rurals encara són majoria, però la importància econòmica de les àrees rurals està en decadència i hi ha una forta emigració vers les ciutats, on els joves komis, desestructurats, són fàcilment russificats (un terç dels komis urbans s'identifiquen com a russos i el 80% dels komi entén el rus, mentre que només l'1,2% dels russos entén el komi). Endemés, no tenen control sobre l'explotació de llurs propis recursos.

## Història

### Costums tradicionals

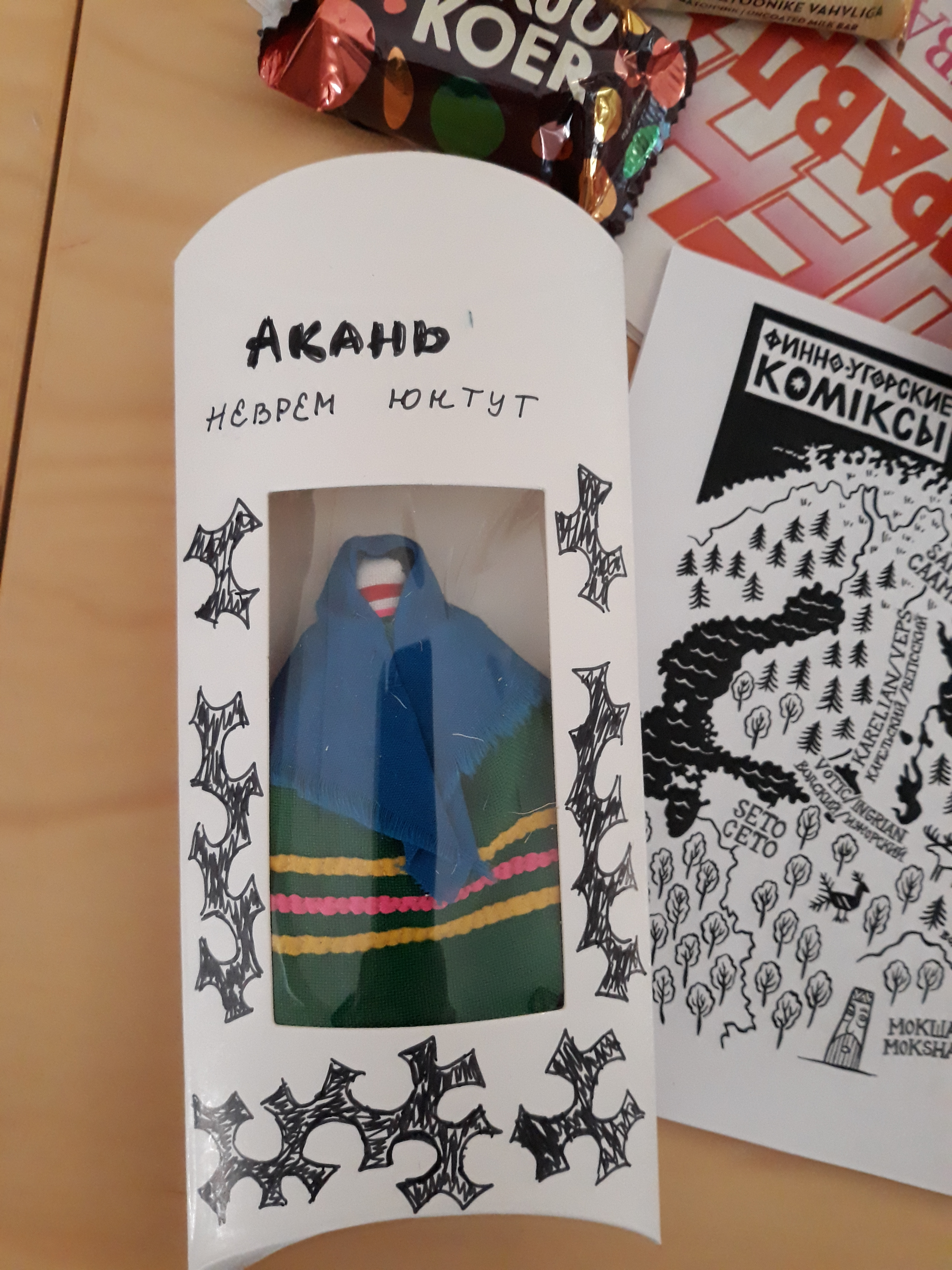
Nina Komi tradicional en roba i tela de pell de peix.

Llur territori originari era marcat pels rius Kama, Petxora i Dvinà Septentrional, però més tard es barrejaren amb elements eslaus i escandinaus i ocuparen part de l'Ural, del Kama i la vall del Mezén. S'anomenaven komi-mor o komi-voitir (gent del Kama). Comerciaven amb els pobles samoiedes, dels quals n'adoptaren part de la vestimenta (els abrics de pell), i en foren mitjancers amb russos i escandinaus.
Atès que l'agricultura és força limitada a la regió boscosa, els homes només caçaven, curaven els rens i tallaven i transportaven la llenya a través dels rius. Caçaven en grups de 10 o 12 individus que feien expedicions cap al Nord, es desplaçaven en canoes arrossegades per gossos o cèrvids i pescaven en canoes. També atacaven amb llances els ossos en llurs caus d'hivern, i rens salvatges amb trampes.
S'aixoplugaven del mal temps amb cobertes de llana o de lli obertes pel cap, semblants als ponxos bolivians. Els tenyien amb colors vegetals o bé imprimien motius vegetals amb fragments de fusta. També fabriquen molts atuells amb escorça de bedoll. Les cases són elevades sobre el nivell del sòl, de manera similar als palafits, als quals hi pujaven mitjançant una escletxa dins l'atri, i hi havia una cambra on curaven del foc, tota feta de fusta. També curaven les collites en un graner plantat sobre pals.
Abans del matrimoni, el jovent gaudia d'una llibertat sexual absoluta, i el ritual matrimonial era força semblant al rus, però en l'antic costum, que encara mantenen, el nuvi cobria el cap de la núvia amb un mocador, sense el qual no havia de mostrar-se en públic. La celebració del casori s'iniciava amb un bany durant el qual l'esposa, seguint un ritual fínic antic, ha de romandre sola cantant cants de lamentació. La dona, però, ocupava una posició social inferior a l'home, qui només caçava, conreava la terra i curava dels rens. La infidelitat matrimonial era força freqüent.
La vida de pescadors ha fet néixer la creença en esperits de l'aigua amb caps grans, els quals sabien transmigrar les ànimes dels ofegats. També es coneix una altra, comuna també als antics russos, un esperit femení que havia nascut entre el sègol i amenaçava els homes d'un cop de sol.

### Primeres notícies
També es creu que eren la gent de l'antiga Biàrmia o Pèrmia (la Beormas o Biarmjas de les cròniques escandinaves dels segles ix i x), situada entre el Dvinà Septentrional i la Mar Blanca, a les antigues gubèrnies d'Arkhànguelsk i Vólogda, molt popular a les sagues. Gaudien d'una organització social força particular, i foren governats per reis en una zona comercial força important. Cap al segle xii hi arribaren els primers colons russos, i durant els segles xiii i xiv foren tributaris de Nóvgorod. Aleshores adoraven el sol, el foc, l'aigua, els arbres i la «vella d'or».
En els escrits russos dal segle xi a xiv aquesta associació tribal era coneguda com a Vítxegda Perm', ja que els permians s'havien establert al mig del Vítxegda, on eren sedentaris i vivien de la cacera, de la pesca, de l'agricultura de rostoll i de la ramaderia. El principal centre artesà i comercial era la vila de Karybiyv.
Cap al segle xiv s'incrementà la influència del principat de Moscòvia, sobretot quan foren evangelitzats pel bisbe ortodox Stefan Khrap de Perm el 1375-1396, oposat al cap dels pagans komis, Pam; d'aquesta època daten els primers escrits en komi o «antic pèrmic», de caràcter religiós, en un alfabet inspirat en l'eslau eclesiàstic anomenat Abur el 1372 sota patrocini del príncep Demitri de Moscòvia, per a traduir texts sagrats russos des del monestir d'Ust Vim. El 1383 es crearia el bisbat de Perm, del qual Stefan en fou el primer titular. El 1492, sota el bisbat de Filofei, hi fou incorporat Vólogda.

### Invasió russa

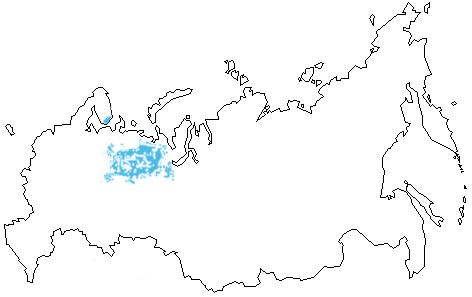
Territori d'assentament dels Komis

El 1471-1478 la Biàrmia fou incorporada oficialment al Principat de Moscòvia, qui en cedí l'explotació a la família Stroganov. Tanmateix, malgrat això van romandre independents fins que el 1505 el tsar Ivan IV de Rússia va deposar llur príncep Matti i els va sotmetre. Els komis, aleshores, establiren nous assentaments entre els Vítxegda, Mezén, Petxora i tributaris, i es van integrar comercialment en el món rus. El territori permià, però, rebé molts immigrants russos, i en la segona meitat del segle xvi els Stroganov establiren la votxina (propietat patrimonial) feudal, com a productors de sal, a tota la regió del Kama. Els permians vassalls dels Stroganov els pagaven tributs en cereals i moneda, endemés d'obligar-los a cedir eines, fusta, mà d'obra i carbó per les salineres.
Entre els segles xv i xviii jugaren un rol important en les rutes comercials del Viatka i marges del Kama a Arkhànguelsk, i de Veliki Ústiug cap a Sibèria. Es fundaren els centres comercials d'Ust-Síssolsk (avui Siktivkar) i Ust-Vim, sobretot en cuirs, pesca i cacera. A finals del segle xvi s'explotaren les salines a Seregov, i a mitjans del segle xviii es construïren foneries de ferro a Niuvtxim, Kajim i Niutxpas, així com una refineria de petroli al riu Ukhtà el 1745. També es construïren rodes de molí al Petxora, i se celebraren fires a Ust-Síssolsk, Nebdino, Ust-Vim i Vajgort.
Els komis començaren a prendre consciència com a grup. Els pagesos eren txernosoixne krestiane (pagesos tributaris de l'estat), dependents de l'estat feudal. Per altra banda, el 1775 els russos van compondre les primeres gramàtiques komis i udmurt, ja que només havien estat cristianitzats parcialment, i continuaren les emigracions russes. Tanmateix, els sacerdots eren nadius, tenien el seu propi seminari i hi traduïen llibre sagrats. Ja el 1843 els capellans del territori eren educats en llengua komi. La religió ortodoxa formarà part del nacionalisme komi, ja que foren gairebé la totalitat van ser convertits ben aviat. El nacionalisme komi sorgirà a mitjans del segle xix, com als altres pobles finoúgrics, amb la dificultat de no haver comptat amb tradició d'estatalitat, com altres pobles i, per tant, es basava en el folklore i la cultura popular (Gueorgui Litkin, Ivan Alekséievitx Kuràtov i Kal·listrat Jàkov), més preocupats en unificar la nació que en crear un estat independent.
El 1841-1843 es produïren les primers revoltes de pagesos contra el govern arbitrari dels autoritats locals i contra les condicions de vida opressives a Ust-Kulom, Ijma i Vim. Fins a les reformes del 1860, en les quals als pagesos se'ls garantiren el gaudi de la terra on treballaven, es van continuar rebel·lant. Tot i que les condicions socials de caràcter feudal hipotecaven l'economia de la regió, a poc a poc, el capitalisme rus penetrà al territori.
Alhora, el 1861 esclatà una revolta de caravaners que fou molt durament reprimida per l'exèrcit. Un tribunal militar sentencià els líders, A.V. Ketov, U.I. Gusel'nikov i D.I. Systerov, a ser assotats amb bastons i exiliats a treballs forçats (38.000 dels 59.000 permians eren serfs dels Stroganov). A la darreria del segle xix l'estratificació de la propietat era molt accentuada en el territori permià, més apte per a l'agricultura, ja que el 55% dels habitants eren pagesos pobres. Aquesta pobresa obligà molts a emigrar a l'actual Novossibirsk. El 1897 la totalitat de permians sumava 258.000 individus.
A començament del segle xx les botigues artesanes locals floriren al costat del Petxora, i preferien practicar la cacera i la pesca sobre l'agricultura, ja que el terreny era pobre i els condicions paupèrrimes. També s'hi organitzaren els primers grups socialdemòcrates formats pels exiliats polítics a Ust-Síssolsk i Ust-Silma. Durant la revolució del 1905-1907 organitzaren demostracions polítiques, manifestacions i vagues a Ust-Síssolsk, Ust-Silma i a Seregov, però fracassaren. També aparegueren els primers teoritzadors panfinlandesos, partidaris de formar un Estat de Biàrmia amb els komis, udmurts, Maris i mordovians. Només el 14% dels ziriens i el 6% dels permians eren alfabetitzats.